# Suska Berger
Suska Berger (* 5. Juli 1985) ist eine deutsche Basketballspielerin.

## Laufbahn
Berger, deren Schwester Corry ebenfalls Leistungsbasketball spielte, entstammt der Jugend des TV Bensberg und spielte von 2004 bis 2006 für den Verein in der Bundesliga. Nach zwei Jahren beim Zweitligisten DJK Köln-Nord schloss sich die 1,87 Meter große Innenspielerin 2008 dem Erstligisten Göttingen an.
Nach dem Bundesliga-Rückzug der „Veilchen“ wechselte Berger 2009 zum BV Wolfenbüttel Wildcats. Im Spieljahr 2011/12 gewann sie mit Wolfenbüttel die deutsche Meisterschaft.
2013 verließ sie Wolfenbüttel und wechselte zum Zweitligaverein Eintracht Braunschweig. Bei der Eintracht spielte sie bis 2017.